# Odontopyge trivialis
Odontopyge trivialis är en mångfotingart som beskrevs av Carl Oscar von Porat 1894. Odontopyge trivialis ingår i släktet Odontopyge och familjen Odontopygidae. Utöver nominatformen finns också underarten O. t. strigulosa.